# Louis Emil Denfield
Louis Emil Denfield, ameriški admiral, * 13. april 1891, Westborough, Massachusetts, † 28. marec 1972, Westborough, Massachusetts.